# L'Ombre d'un mensonge
Pour plus de détails, voir Fiche technique et Distribution.
L'Ombre d'un mensonge (Nobody Has to Know) est un film dramatique belge réalisé par Tim Mielants et Bouli Lanners et sorti en 2021.

## Synopsis
Phil, Belge d'une cinquantaine d'années, vit sur l'île de Lewis, au nord de l'Écosse. Il travaille dans une ferme, au sein d'une austère communauté protestante. Après un AVC, il perd la mémoire. Millie, la sœur de son collègue fermier, lui annonce qu'ils étaient amants avant son accident.

## Fiche technique
Sauf indication contraire, les informations mentionnées dans cette section peuvent être confirmées par la base de données cinématographiques IMDb,  présente dans la section « Liens externes ».
- Titre original : Nobody Has to Know
- Titre français : L'Ombre d'un mensonge
- Réalisation : Tim Mielants, Bouli Lanners
- Scénario : Michelle Fairley, Bouli Lanners
- Coscénariste : Stéphane Malandrin
- Musique : Pascal Humbert, Sébastien Willemyns
- Décors : Paul Rouschop, Julien Denis
- Costumes : Élise Ancion
- Photographie : Frank van den Eeden
- Son : Cameron Mercer
- Montage : Ewin Ryckaert
- Production : Jacques-Henri Bronckart
- Société de distribution : Ad Vitam Distribution
- Pays de production :  Belgique,  France,  Royaume-Uni
- Langue originale : anglais
- Format : couleur
- Genre : drame
- Durée : 99 minutes
- Dates de sortie :
  - Canada : 12 septembre 2021 (Festival international du film de Toronto)
  - Suisse : 5 novembre 2021 (Festival international du film de Genève)
  - Belgique : 23 mars 2022
  - France : 23 mars 2022

## Distribution
- Michelle Fairley (VF : Ninou Fratellini) : Millie MacPherson
- Bouli Lanners (VFB : lui-même) : Philippe Haubin dit Phil
- Cal MacAninch (VFB : Simon Duprez) : Peter
- Clovis Cornillac : Benoît Haubin
- Julian Glover (VFB : Alexandre von Sivers) : Angus
- Andrew Still (en) (VFB : Maxime Donnay) : Brian
- Ainsley Jordan (VFB : Ludivine Deworst) : Beverly
- Paul Amed (VFB : Michel Hinderyckx) : le révérend
- Therese Bradley (VFB : Fabienne Loriaux) : Molly
- Anne Kidd : la propriétaire du chien Nigel
- Donald Douglas (en) : le propriétaire du chien Nigel

Version française dirigée par Bruno Buidin, d'après une adaptation des dialogues de Dimitri Botkine.

## Sortie

### Accueil critique
En France, le site Allociné recense une moyenne des critiques presse de 3,9/5.

## Distinctions

### Récompenses
- Magritte 2023 : meilleur film et meilleure réalisation[2],[3],[4]